# Zoran Vukman
Zoran Vukman (Trogir, 28. kolovoza 1966.) hrvatski je filozof, novinar, publicist, esejist, prozaik, prevoditelj i društveno-političko-religijski analitičar.

## Životopis
Rodio se je 1966. godine u Trogiru. Diplomirao je filozofiju, ruski jezik i književnost.
Pisao je redovnu kolumnu i političke komentare u Slobodnoj Dalmaciji sve do promjene vlasnika 2000-ih. Surađivao je 1990-ih s Hrvatskim obzorjima u kojima je objavio nekoliko članaka, proznih uradaka i ogleda. Danas piše kolumne za stranice velecasnisudac.com na kojem od lipnja 2010. piše dnevne kolumne pod imenom Glas iz pustinje, Glas Brotnja, komentare za portal Hrvatskog kulturnog vijeća, članke u Hrvatskom slovu, Hrvatskom tjedniku i drugdje. Njegova knjiga eseja Propast svijeta ili Novo doba poganstva 1998. godine bila je jedna od najčitanijih knjiga u Hrvatskoj, mjesecima pri vrhu top-ljestvice najtraženijih publicističkih naslova.

## Djela
Knjige
- Propast svijeta ili Novo doba poganstva (1997.), knjiga eseja [6]
- Kuda ideš, Hrvatska (2000.), zbirka kolumni objavljivanih u Slobodnoj Dalmaciji od 1997. do 2000. godine [7]
- Put u Balkaniju (2001.), zbirka kolumni objavljivanih u Slobodnoj Dalmaciji i Hrvatskom slovu [8]
- Stepinac, znak vremena (2002.), strip-knjiga, ilustrirao Nikola Listeš [9][10]
- Hrvatska, ni crvena ni crna (2003.)[11][12]
- Pogled iza obzorja (2011.), tekstovi objavljivani u kolumni Glas iz pustinje na portalu www.velecasnisudac.com [13][14][15]
- Bogoubojstvo Zapada (2016.)[16][17][18]
- Filozofija novoga početka (2018.)[19][20]

Prijevodi
- Gora sa sedam krugova (The seven storey mountain ) (autor Thomas Merton, preveli Ljerka Bogner i Zoran Vukman), 2004.
- Smisao povijesti ( Smysl istorii) (autor Nikolaj Aleksandrovič Berdjajev), 2005.

Članci u zbornicima
- Hrvatska trajno neutralna država (prir. Miljenko Jerneić), 2004.

Predgovori i pogovori
- Miljenko Galić: Svjetlila, 1999.
- Josip Jović: Sudbonosci: politički presjek Hrvatske XX. stoljeća, 2000.

## Vanjske poveznice
Mrežna mjesta
- Zoran Vukman: Arhitekti novog svjetskog poretka nisu odustali od Jugosfere, razgovarao Davor Dijanović, preneseno s hakave.org , 16. lipnja 2011.